# Ana Caraiani
Ana Caraiani (n. 1984, București, România) este o matematiciană româno-americană, profesor de matematică pură și cercetător universitar bursier al Royal Society⁠(d) la Imperial College London. Domeniile sale de cercetare sunt teoria algebrică a numerelor⁠(d) și programul Langlands⁠(d).

## Studii
S-a născut la București și a învățat la Colegiul Național Mihai Viteazul. În 2001 Caraiani a devenit prima româncă din ultimii 25 de ani calificată la Olimpiada Internațională de Matematică, unde a câștigat o medalie de argint. În următorii doi ani, ea a câștigat două medalii de aur.
După absolvirea liceului, în 2003, și-a urmat studiile în Statele Unite. Ca studentă la Universitatea Princeton, Caraiani a căștigat de două ori Concursul de Matematică William Lowell Putnam⁠(d) (singura femeie concurentă la acest concurs care a câștigat de mai multe ori) și premiul Elizabeth Lowell Putnam pentru cea mai bună performanță feminină. Caraiani a absolvit Universitatea Princeton summa cum laude⁠(d) în 2007, lucrarea sa de diplomă fiind despre reprezentările Galois⁠(d) sub conducerea lui Andrew Wiles.
Caraiani și-a continuat studiile la Universitatea Harvard, unde în 2012 și-a luat doctoratul cu o teză de doctorat despre compatibilitatea local-globală în corespondența Langlands sub conducerea lui Richard Lawrence Taylor, fost student al lui Wiles.

## Carieră
După ce a petrecut un an ca instructor L.E. Dickson și bursier postdoctoral NSF la Universitatea din Chicago, s-a întors la Princeton și la Institute for Advanced Study ca instructor Veblen și bursier postdoctoral NSF. În 2016 s-a mutat la Hausdorff Center for Mathematics⁠(d) în calitate de bursier la Bonn. În 2017 s-a mutat la Imperial College London în calitate de cercetător universitar bursier al Royal Society și lector principal. În 2019, a devenit cercetător și conferențiar la Imperial College London. Din 2021, Caraiani este profesor titular la Imperial College London.

## Recunoaștere
În 2007 Association for Women in Mathematics⁠(d) i-a acordat lui Caraiani premiul lor premiul Alice T. Schafer⁠(d). In 2018 a fost laureată a Premiului Whitehead⁠(d) al London Mathematical Society⁠(d).
În 2020 a fost aleasă membru al American Mathematical Society, pentru „contribuții la geometria aritmetică și teoria numerelor, în special în programul p-adic⁠(d) Langlands”. Este una din laureatele din 2020 ale premiului EMS⁠(d). În septembrie 2022 a primit Breakthrough Prize in Mathematics⁠(d) pe 2023.